# شهرستان سن آگوستین (تگزاس)
شهرستان سن آگوستین، تگزاس (به انگلیسی: San Augustine County, Texas) یک سکونتگاه مسکونی در ایالات متحده آمریکا است که در تگزاس واقع شده‌است.

## خصوصیات
شهرستان سن آگوستین ۱٬۵۳۳٫۲۸ کیلومترمربع مساحت دارد.